# Daniele Brolli
Daniele Brolli (né le 7 juillet 1959) est un écrivain italien spécialiste de science-fiction qui a dirigé plusieurs revues et anthologies, notamment Gioventù cannibale (it) en 1996. Il est également scénariste et spécialiste de bande dessinée.

## Publications en français
- Un jour seulement, avec Roberto Baldazzini, Les Humanoïdes associés, coll. « Sang pour sang », 1984  (ISBN 2-7316-0329-1).
- Passion interdite, avec Antonio Fara, Albin Michel, coll. « L'Écho des savanes », 1990  (ISBN 2-226-04886-3).
- Trans/Est, avec Roberto Baldazzini, Serious Publishing, 2016  (ISBN 978-2-363-20012-9).

## Récompense
- 1998 : Prix Micheluzzi du meilleur critique ou essayiste